# Gesneria lanceolata
Gesneria lanceolata är en tvåhjärtbladig växtart som beskrevs av Ignatz Urban och Erik Leonard Ekman. Gesneria lanceolata ingår i släktet Gesneria och familjen Gesneriaceae. Inga underarter finns listade i Catalogue of Life.